# Бжоза (Шамотульський повіт)
Бжоза (пол. Brzoza) — село в Польщі, у гміні Душники Шамотульського повіту Великопольського воєводства.
Населення — 373 особи (2011).
У 1975-1998 роках село належало до Познанського воєводства.

## Демографія
Демографічна структура станом на 31 березня 2011 року:
|          | Загалом | Допрацездатний вік | Працездатний вік | Постпрацездатний вік |
| -------- | ------- | ------------------ | ---------------- | -------------------- |
| Чоловіки | 192     | 47                 | 135              | 10                   |
| Жінки    | 181     | 31                 | 113              | 37                   |
| Разом    | 373     | 78                 | 248              | 47                   |